# Kurt Lauterbach (Basketballtrainer)
Kurt Lauterbach (* 2. November 1921 in Schnett; † 7. Juni 2010) war ein deutscher Basketballtrainer und -funktionär.

## Leben
Der im thüringischen Schnett geborene Lauterbach spielte als Jugendlicher Fußball. Er war während des Zweiten Weltkrieges als Soldat unter anderem an der Schlacht um Stalingrad beteiligt. 1944 geriet er in sowjetische Gefangenschaft. Nach dem Besuch einer Antifa-Schule in Kiew kehrte er 1949 nach Deutschland zurück.
Nach dem Ende des Krieges studierte er ab 1950 an der Deutschen Hochschule für Körperkultur (DHfK) in Leipzig und setzte sein Studium 1951 am Moskauer Institut für Körperkultur fort. Eigener Aussage nach war Lauterbach mit den sechs Kommilitonen, die mit ihm gemeinsam aus der Deutschen Demokratischen Republik nach Moskau geschickt worden waren, „die ersten deutschen Studenten überhaupt in der UdSSR“. Während seines Studiums spezialisierte sich auf die Sportspiele Basketball und Volleyball, seine Abschlussarbeit trug den Titel „Der schnelle Angriff im Basketball“.
An der DHfK war er nach dem Ende seines Studiums bis 1968 als Basketball-Lehrkraft tätig, zudem war Lauterbach Trainer beim SC DHfK Leipzig. Ab 1968 war er Mitarbeiter am Forschungsinstitut für Körperkultur und Sport in Leipzig und forschte vornehmlich zum Thema Höhentraining. Gemeinsam mit Siegfried Käsebier betreute er als Trainer die Basketball-Herrennationalmannschaft, die 1963 den sechsten Platz bei der Europameisterschaft errang. Ihm wurde die Auszeichnung „Verdienter Meister des Sports“ verliehen.
1987 verließ er die DHfK aus Altersgründen und zog nach Suhl, dort baute er bei der BSG Motor Suhl ab 1988 eine Basketballabteilung auf, später war Lauterbach dann beim 1. Suhler SV 06 tätig und leitete die Basketballabteilung. Suhl wurde auch dank Lauterbachs Arbeit Landesstützpunkt für Basketball. 1994 wurde er bei der Ehrung der Thüringer Ehrenamtlichen des Jahres durch den Landessportbund Thüringen als Übungsleiter des Jahres ausgezeichnet. 1999 war er maßgeblich an der Gründung des Basketballsportverein Suhl e.V. beteiligt. Lauterbach wurde in einem Nachruf als „Gründervater des Basketballsports in Suhl“ bezeichnet.